# Simon Greul
Simon Greul (ur. 13 kwietnia 1981 w Stuttgarcie) – niemiecki tenisista, reprezentant w Pucharze Davisa.

## Kariera tenisowa
Jako zawodowy tenisista występował w latach w 2000–2013.
W grze pojedynczej wygrał 12 turniejów kategorii ATP Challenger Tour. W marcu 2006 roku Niemiec odniósł jeden ze swoich większych sukcesów, dochodząc do 4 rundy zawodów ATP Masters Series w Miami. W eliminacjach pokonał Adriána Garcíę oraz Ricarda Mella, a w turnieju głównym Paradorna Srichaphana, Dominika Hrbatego i Tima Henmana. Odpadł po porażce z Andym Roddickiem.
W sezonie 2010 po raz pierwszy w karierze awansował do finału turnieju ATP World Tour, w Buenos Aires w grze podwójnej. Wspólnie z Peterem Luczakiem przegrał w meczu o tytuł z deblem Sebastián Prieto–Horacio Zeballos 6:7(4), 3:6.
W 2010 roku zagrał w Pucharze Davisa, w 1 rundzie grupy światowej przeciwko Francji. Swój mecz wygrał Jo-Wilfriedem Tsongą przez krecz Francuza przy stanie 4:6, 6:2, 1:0.
W rankingu gry pojedynczej Greul najwyżej był na 55. miejscu (22 marca 2010), a w klasyfikacji gry podwójnej na 121. pozycji (12 kwietnia 2010).

### Finały w turniejach ATP World Tour
| Nazwa                       |
| --------------------------- |
| Wielki Szlem                |
| Igrzyska olimpijskie        |
| ATP World Tour Finals       |
| ATP World Tour Masters 1000 |
| ATP World Tour 500          |
| ATP World Tour 250          |

#### Gra podwójna (0–1)
| Końcowy wynik | Nr | Data           | Turniej      | Nawierzchnia | Partner      | Przeciwnicy                       | Wynik finału |
| ------------- | -- | -------------- | ------------ | ------------ | ------------ | --------------------------------- | ------------ |
| Finalista     | 1. | 21 lutego 2010 | Buenos Aires | Ceglana      | Peter Luczak | Sebastián Prieto Horacio Zeballos | 6:7(4), 3:6  |